# Грасіас-а-Діос (департамент)
Гра́сіас-а-Діос (ісп. Gracias a Dios, дослівно — «Подяка Богу») — один з 18 департаментів Гондурасу. Адміністративний центр — місто Пуерто-Лемпіра. До 1975 року центром було місто Брус-Лагуна.
Сформовано в 1957 році з Ла-Москітії (гондураська частина Москітового берегу) і територій департаментів Колон і Оланчо на схід від 85 меридіана.
Незважаючи на те, що Грасіас-а-Діос є другим за площею департаментом Гондурасу (поступається лише Оланчо), він заселений досить слабо, в середньому 5 чоловік на км².
Площа — 16 630 км².
Населення — 90 900 осіб. (2011).

## Походження назви

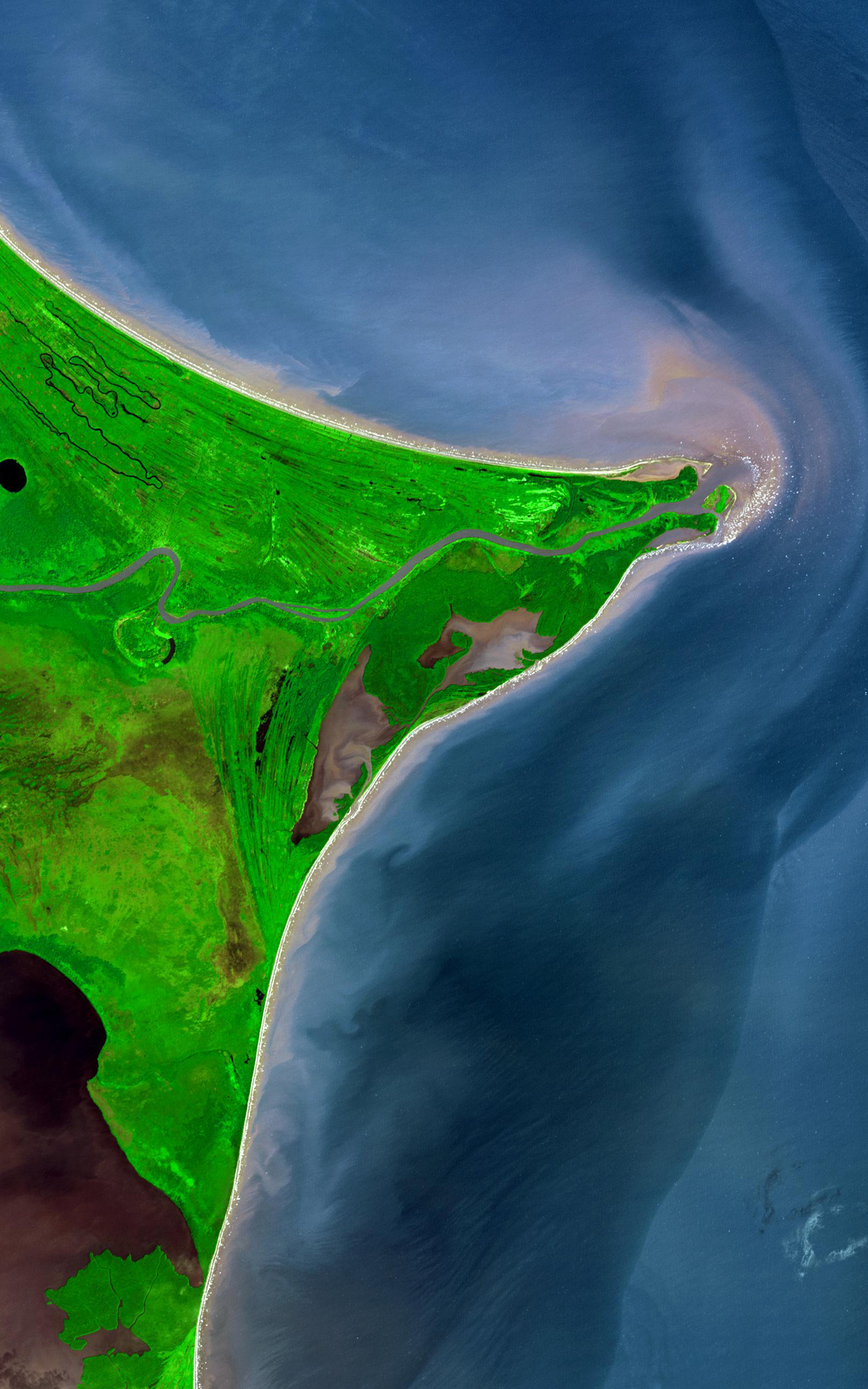
Річка Коко впадає в Карибське море, утворюючи мис Грасіас-а-Діос

Свою назву департамент отримав від висловлювання Христофора Колумба під час його останнього, четвертого плавання в Новий Світ в 1502 році. Згідно з легендою, його корабель потрапив в сильну бурю, і, коли йому вдалося врятуватися, він сказав: «Gracias a Dios que hemos salido de estas honduras!» (Дяка Богу, який вивів нас із цих глибин!). Фраза «Gracias a Dios» стала назвою мису, поруч з яким сталася ця подія, а згодом — назвою департаменту Грасіас-а-Діос.

## Географія і клімат

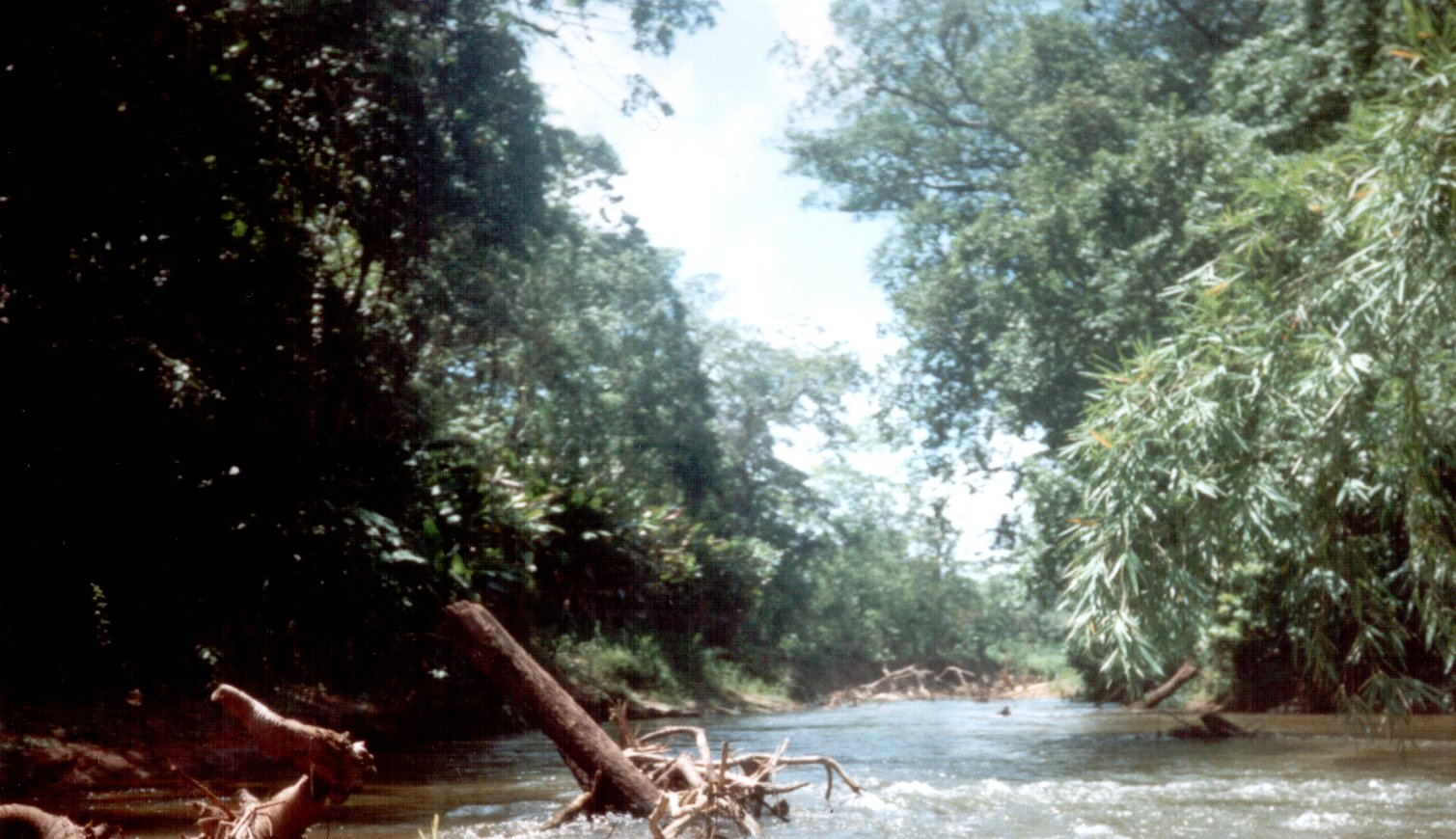
Національний парк Ріо-Платано

Грасіас-а-Діос знаходиться в крайній східній частині держави. На заході межує з департаментами: Колон, Оланчо, на півдні, по річці Коко, з державою Нікарагуа. З півночі і північного сходу омивається Карибським морем.
Основну частину території складають великі соснові савани, болота і тропічні ліси. Останнім часом активне розширення земель сільськогосподарського призначення, а також незаконна вирубка лісів і масове поселення біженців з Нікарагуа завдають серйозної шкоди екологічній обстановці регіону.
Клімат тропічний, пасатний. Середня денна температура сухого періоду (з березня по травень) + 24 … + 32 °C. Дощі можливі в період з червня по жовтень, середня денна температура + 26 … + 28 °C. Карибське узбережжя і інші райони до висоти 800 метрів належать до спекотної зоні, так званої «тьерра кальенте», а південна, гориста частина на кордоні з Нікарагуа лежить в помірно-спекотної зоні («тьєрра темплада»).
На території департаменту розташовується біосферний заповідник Ріо-Платано.

## Муніципалітети
В адміністративному відношенні департамент підрозділяється на 6 муніципалітетів:
1. Ауас
2. Брус-Лагуна
3. Вампусирпі
4. Пуерто-Лемпіра
5. Рамон-Вільєда-Моралес
6. Хуан-Франсиско-Бульнес